# Биотопия
Биотопия (до 2007 года Биологический музей; швед. Biotopia, Biologiska museet) — естественнонаучный музей в Уппсале (Швеция). Расположен в парке Васапаркен, рядом Уппсальским университетом. Музей находится в ведении муниципалитета Уппсалы.

## История
Биологический музей в Уппсале был открыт в 1910 году. В странах Северной Европы существует лишь несколько подобных биологических музеев. Реставратор Густав Кольтхофф получил заказ от оптового торговца Карла Фредрика Лильевальха, интересующегося искусством и наукой, на создание биологического музея. Пожертвование Лильевальха изначально предназначалось Уппсальскому университету, но последний отказался, и вместо этого пожертвование досталось городскому совету.
Этот музей — один из четырёх музеев в странах Северной Европы, спроектированных Густавом Кольтхоффом. Другие музеи — биологические музеи в Стокгольме (1893), Турку (1907) и Сёдертелье (1913). Все музеи объединяет то, что в них представлены диорамы, изображающие различные природные ландшафты со множеством чучел животных, являющихся типичными представителями этой природной зоны. Фоны для диорам в этом музее были написаны сыном Густава Кольтхоффа, Кьеллем Кольтхоффом, также реставратором.
Парк Васапаркен способствовал развитию биологического опыта, поскольку изначально парк был разделён на растительные зоны, а растительный материал следовал биоэкологической системе, разделяясь на три части: Норрланд, Свеаланд и Гёталанд. Однако это зонирование давно утрачено.
После реконструкции в 2007 году Биологический музей под названием «Биотопия» стал самым посещаемым музеем Уппсалы: в 2010 году его посетило более 100 тыс. человек.

## Здание музея
Главное здание музея в стиле модерн уникально тем, что в странах Северной Европы было построено очень мало биологических музеев. Архитекторами выступили Юстус Хелльстен и Яльмар Седерстрём. Значительная часть интерьера в стиле модерн сохранилась до наших дней.
Подвал музея был перестроен и расширен поэтапно и не сохранил своего первоначального вида, тем не менее, бо́льшая часть внешнего вида сохранилась. В последние годы в музее появилась новая часть, открытая 19 октября 2007 года. Дом смотрителя, расположенный к югу от музея, построен одновременно с главным зданием, но представляет собой смесь стилей модерн и национального романтизма.

## Галерея
- Диорамы музея
- Интерьер музея
- Лесной пейзаж
- Зимний горный пейзаж
- Морской скалистый пейзаж
- Пейзаж с лосями